# 重慶駅
重慶駅（じゅうけい-えき）は、中華人民共和国重慶市渝中区に位置する中国国鉄成都鉄路局重慶鉄路分局が管轄する駅である。別名は菜園壩駅（さいえんは）と言う。2022年に旅客輸送業務を停止した。

## 駅構造
頭端式ホーム3面を持つ地上駅である。ホームはそれぞれ両側が使え、中間に機回し線を持つ。南側にはヤードが隣接する。

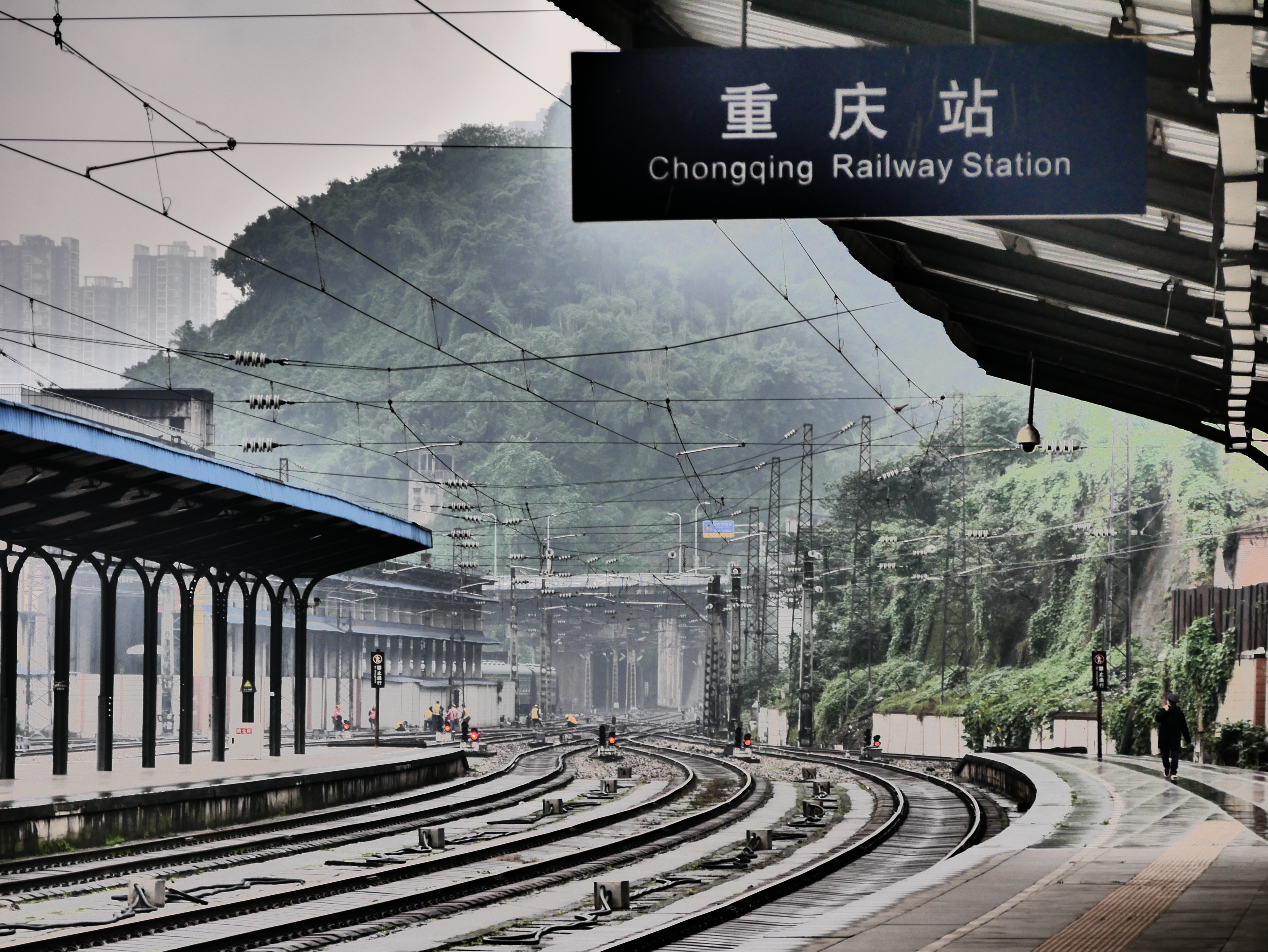
重慶駅ホーム

## 所属路線
- 中国国鉄
  - 成渝旅客専用線：本駅が終点、成都東駅起点より307km
  - 成渝線：本駅が終点、成都駅起点より504km
  - 襄渝線：本駅が終点、襄樊駅起点より899km
  - 川黔線：本駅起点、小南海駅まで成渝線と重複、貴陽駅終点まで423.6km[3]

## 利用状況
本駅は成渝線、襄渝線、川黔線の旅客を扱う一等駅である。貨物は重慶西駅（貨物駅）で扱う。2009年4月現在、88本の旅客列車が発着し、10本を除き始発列車または終着列車である。重慶北駅が開業してから、渝懐線、遂渝線を経由する列車は重慶北駅発着となった。更に2018年には重慶西駅が開業したため、重慶の中心駅としての役割は低下している。

## 駅周辺
- 華鉄賓館
- 重慶バスターミナル
- 燕山大酒楼
- 富苑賓館
- 紅寧賓館
- 建設銀行
- 工商銀行
- 美渝大酒店
- 菜園壩インターチェンジ

## 歴史
- 1952年 - 成渝線の開通に伴い開業した[6]。
- 1965年10月 - 川黔線が運営開始した[7]。
- 1979年12月 - 襄渝線が正式に運営開始した。
- 2006年 - 新たなターミナル駅として重慶北駅が開業したことに伴い、重慶駅の重要性は低下する[8]。
- 2015年12月26日 - 成渝旅客専用線が開業した。
- 2022年6月20日 - 旅客営業を停止[8][1]。

## 隣の駅
中国国鉄
成渝旅客専用線
沙坪垻駅 - 重慶駅
成渝線
重慶南駅（元：九龍坡駅） - 黄沙渓駅 - 重慶駅
襄渝線
西永駅 - 梨樹湾駅 - 沙坪垻駅（元：重慶北駅） - 重慶駅
川黔線
重慶駅 - 黄沙渓駅 - 重慶南駅

## 註釈
1. ↑  重慶市には他にも重慶北や重慶南など重慶と名の付く駅が複数有るので区別する為に使われる